# ミナミカブトガニ
ミナミカブトガニ (Tachypleus gigas) はカブトガニ類の一種。東南アジアの40m以浅の浅瀬で見られる。
英名には Indo-Pacific horseshoe crab・Indonesian horseshoe crab・Indian horseshoe crab・Chinese horseshoe crabなどがある。ただし後者は近縁種のカブトガニの英名でもある。

## 特徴

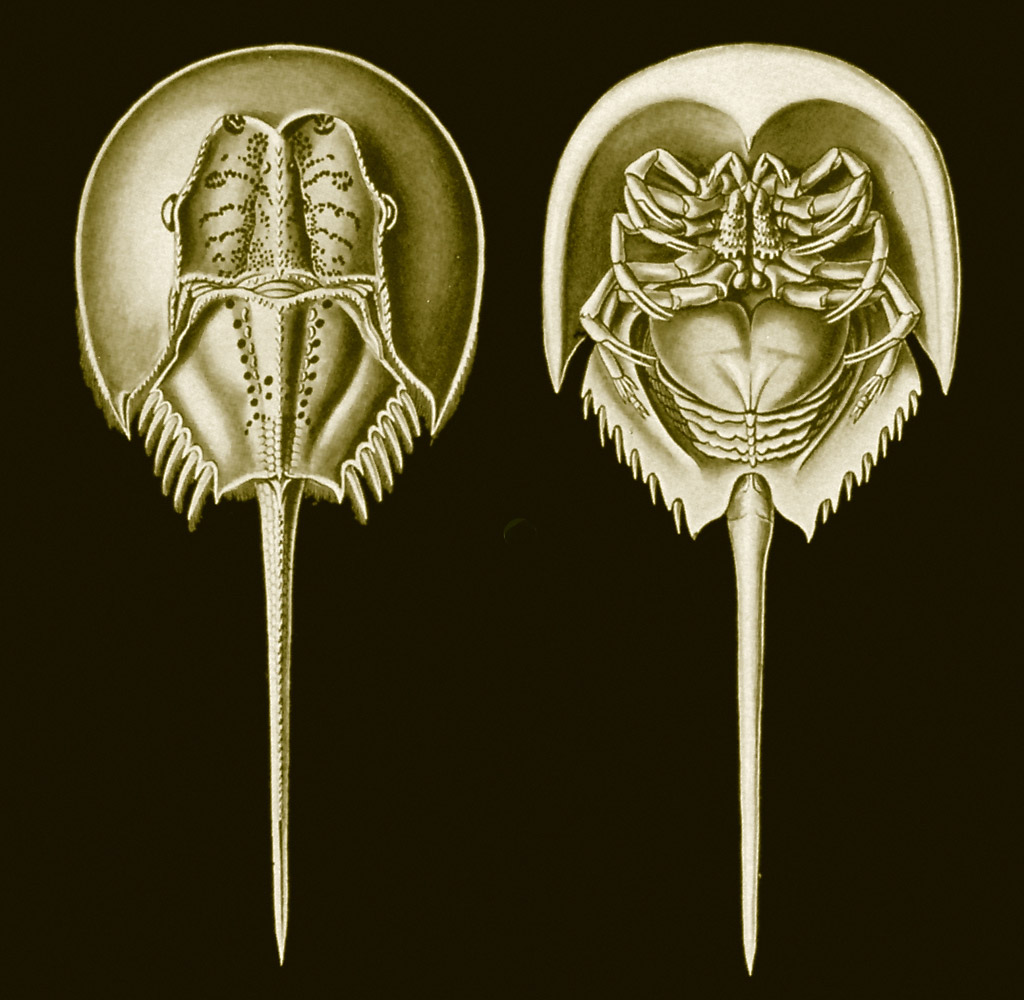
エルンスト・ヘッケルによるミナミカブトガニのイラスト

セージグリーンのキチン質外骨格を持つ。Lazarus et al.による5個体の計測結果では、最大全長39cm・最小27cmであった。前体（頭胸部）および背甲の幅は14-17.5cm・長さは8.2-11.5cm。後体（腹部）の幅は9-11.5cm・長さ6-7.5cm。尾節は長さ13.5-19cmで、背側は尖り腹側は凹む、三角形の断面となる。尾節後部は鋸歯状になる。雄は雌に比べ小さい。また、背甲の色が薄くて表面が粗く、付着生物に付着されることがある。
他のカブトガニ類と同様、背甲前方中心に1対の単眼、その後方両側に1対の複眼がある。口の前に腹眼、尾節に光受容器を持つ。
ほとんどの特徴は他の現生カブトガニ類に似通っており、特に形態は同属（Tachypleus属）のカブトガニによく似ているが、肛門周辺の縁は滑らかで細い棘を欠く・オス成体の背甲前縁はカブトガニのような窪みはないという2つの相違点で区別できる（カブトガニ類#現存種も参照）。ミナミカブトガニの染色体数は2n = 28であるが、カブトガニは26、マルオカブトガニは32、アメリカカブトガニは52である。
その他のカブトガニ類としての共通性質は該当項目を参照のこと。

## 分布
ベンガル湾岸のオリッサ州からインドシナ半島のベトナム北部まで。ボルネオ島・スラウェシ島にも分布する。

## 生態
水深40mまでの砂泥底に生息する。外洋を泳ぐことが知られている唯一のカブトガニである。餌は海底の軟体動物・多毛類・デトリタスなどである。鳥に捕食されるが、カモメは逆様に漂着した個体だけを食べるのに対し、イエガラスは表向きの個体でもひっくり返して食べることが観察されている。
性成熟後は脱皮しないため、付着生物の基盤となる。Navicula ・Nitzschia ・Skeletonemaなどの珪藻、動物ではイソギンチャク（ヒダベリイソギンチャク属）・コケムシ（ヒラハコケムシ属）・フジツボ（タテジマフジツボ）・二枚貝（ナミマガシワ属・マガキ属）などが頻繁に見られる。これらよりは珍しいが、緑藻・ヒラムシ・ホヤ・等脚類・端脚類・イガイ・多毛類などが付着することもある。

### 生活環
生活環は比較的長く、産卵数は多い。卵は直径3.7mm。孵化した幼生は8mm程度。性成熟までに、雄は12回、雌は13回脱皮すると考えられる。

## 分類
1785年、Otto Friedrich MüllerによりLimulus gigasとして記載された。1902年、レジナルド・インズ・ポコックによってTachypleus属に移された。
他のアジア産カブトガニからは52.5百万年前から種分化したと推定されている。現生のカブトガニ4種の内、アメリカカブトガニとアジア産3種の間の差異は明確だが、アジア産3種内での系統は確定していない。